# Friedrich Clemens von Ketteler
Friedrich Clemens (genannt Fritz) Freiherr von Ketteler-Harkotten und Schwarzenraben (* 23. März 1839 auf Haus Itlingen bei Herbern; † 5. März 1906 auf Schloss Eringerfeld) war ein deutscher Majoratsbesitzer und Politiker aus dem westfälischen Adelsgeschlecht von Ketteler.

## Leben
Er war ein Sohn von Wilderich von Ketteler. Er besuchte die Rheinische Ritterakademie in Bedburg und das Gymnasium in Osnabrück. Danach studierte er an der Universität Innsbruck. Anschließend trat er in den preußischen Militärdienst ein. In den 1860er Jahren war er aktiver Offizier beim 8. Husarenregiment (1. Westfälisches) in Paderborn. Friedrich Clemens von Ketteler heiratete 1863 Maria Kunigunde Freifrau von der Decken, die Tochter von Wilhelm Otto von der Decken und Auguste von Asbeck. Diese war Erbin der Hoerde'schen Güter Schloss Schwarzenraben, Schloss Eringerfeld und Gut Mittelhausen. Im selben Jahr trat er als Oberleutnant aus dem aktiven Militärdienst aus, nahm aber 1864 am Deutsch-Dänischen Krieg und 1866 am Deutschen Krieg als Reserveoffizier teil. Während des Deutsch-Französischen Krieges von 1870/71 war er als Kommissar des Malteserordens für die Verwundetenbetreuung zuständig. Nach 1870 engagierte er sich in zahlreichen kirchlichen, sozial-karitativen Organisationen, Vereinen und Gremien. Er arbeitete auch im Westfälischen Bauernverein aktiv mit. Er unternahm mehrere größere Reisen nach Italien, Frankreich, Österreich und der Schweiz. Im Jahr 1881 erbte er das Majorat Harkotten und wurde Chef des Hauses Ketteler. Er erwarb 1885 das Gut Störmede. Er war vor und nach 1880 für die Zentrumspartei Mitglied des preußischen Abgeordnetenhauses, seit 1882 gehörte er dem Westfälischen Provinziallandtag an und war von 1884 bis 1887 Mitglied des Reichstages. Dort vertrat er den Wahlkreis Lippstadt-Brilon.